# Helge Payer
Helge Payer (Wels, 9. kolovoza 1979.), austrijski nogometaš. Bio je vratar austrijskog prvaka SK Rapid Wien, i igrao za A reprezentaciju Austrije kao prvi vratar.